# Säbel-Dornschrecke

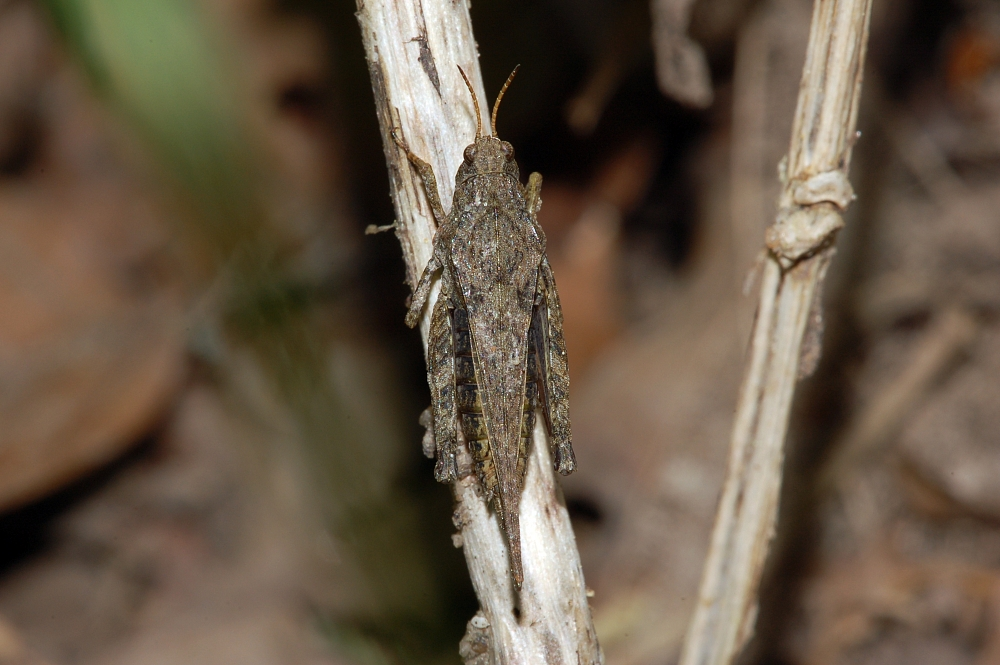

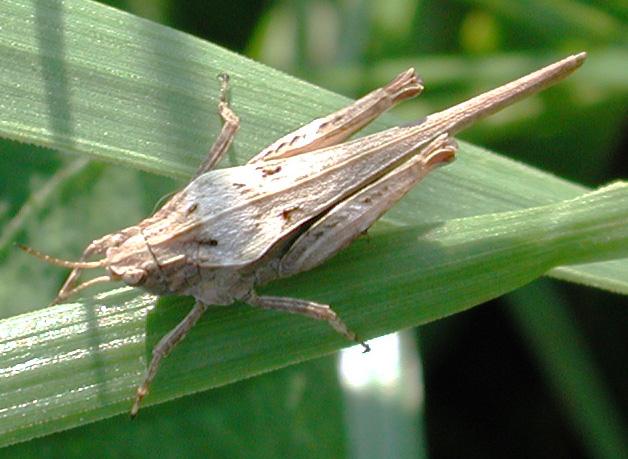
Weibchen von oben

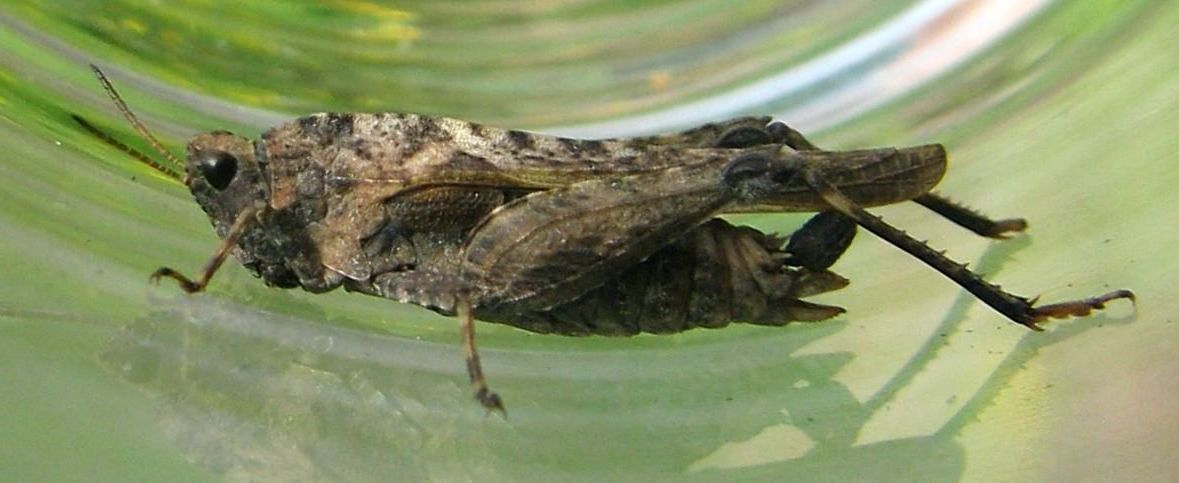
Männchen

Die Säbel-Dornschrecke (Tetrix subulata) gehört zu der Familie der Dornschrecken (Tetrigidae) in der Ordnung der Kurzfühlerschrecken (Caelifera).

## Merkmale
Die Schrecken erreichen ohne Dorn eine Körperlänge von 7 bis 12 Millimetern. Die Körperfärbung ist – wie bei allen Dornschrecken – sehr variabel und reicht von rötlich, über gelbbraun nach schwarz. Meist sind die Tiere braun und häufig haben sie eine helle oder dunkle Zeichnung, die ebenfalls variabel ist. Der Halsschild hat einen flachen, von der Seite gesehen nahezu geraden, Rückenkiel. Der Fortsatz des Pronotums („Dorn“) ist säbelförmig und etwas nach oben gebogen (daher stammt auch der deutsche Name), ist deutlich länger als das Abdomen und überragt auch die von ihm verdeckten, voll entwickelten Hinterflügel. Die Vorderflügel sind wie bei allen Dornschrecken verkümmert. Regelmäßig kann man Exemplare mit verkürztem Rückenkiel finden, deren Hinterflügel ebenfalls verkürzt sind. Die Facettenaugen sind von oben gesehen weiter voneinander entfernt als ihr Durchmesser lang ist. Dies unterscheidet die Art von der morphologisch ähnlichen Westlichen Dornschrecke (Tetrix ceperoi), bei der die Augen näher beieinanderliegen. Zudem führt der dorsale Kiel der Hinterschenkel apikal allmählich zur Außenseite, während er bei der Westlichen Dornschrecke plötzlich nach außen abknickt.

## Vorkommen
Man findet diese Art regelmäßig bis häufig in ganz Europa. Ihr Verbreitungsgebiet erstreckt sich im Osten bis nach Sibirien und im Süden bis Nordafrika. Die Art wurde auch aus Nordamerika nachgewiesen. Hier ist jedoch bislang unklar, ob es sich tatsächlich um die gleiche Art handelt. Im Gebirge findet man sie bis in eine Höhe von etwa 1000 Metern. Die Säbel-Dornschrecke besiedelt vor allem Feuchtgebiete. Sie stellt außer an Feuchtigkeit wenig Ansprüche an ihren Lebensraum, so dass man sie sowohl auf feuchten Wiesen und Heideflächen, als auch auf schlammigen Flächen, Gräben und Pfützen sowie in Kies-, Lehm- und Tongruben findet. Gelegentlich kann man Tiere in trockenen Lebensräumen beobachten. Es wird jedoch vermutet, dass es sich hierbei um eingeflogene Exemplare handelt. Generell präferiert die Art Offenbodenstellen. Die Imagines findet man ab August und nach der Überwinterung von März bis Juni und Juli des darauffolgenden Jahres. 

## Lebensweise
Die Tiere ernähren sich hauptsächlich von Algen, Moosen und Flechten, daneben aber auch von Gräsern. Säbeldornschrecken gelten als stumm, sie nutzen aber visuelle Signale zur Kommunikation. Das Männchen fordert dann mit einem Schaukelgang das Weibchen zur Paarung auf. Im Sommer findet man die ersten Nymphen, die sich bis zum Herbst zur Imago entwickeln oder in einem späten Nymphen-Stadium überwintern. Die Tiere überwintern wahrscheinlich unter Wasser. Die Paarungszeit dauert von April bis Juni.